# Liste der Baudenkmäler in Augsburg-Bergheim
In der Liste der Baudenkmäler in Bergheim sind die Baudenkmäler im Augsburger Stadtbezirk Bergheim im
gleichnamigen Planungsraum Bergheim
(XVI)
aufgelistet. Zu diesen Baudenkmälern gibt es auch eine Bildersammlung.
Diese Liste ist eine Teilliste der Liste der Baudenkmäler in Augsburg. Grundlage der Liste ist die Bayerische Denkmalliste, die auf Basis des bayerischen Denkmalschutzgesetzes vom 1. Oktober 1973 erstmals erstellt wurde und seither durch das Bayerische Landesamt für Denkmalpflege geführt und aktualisiert wird. Die folgenden Angaben ersetzen nicht die rechtsverbindliche Auskunft der Denkmalschutzbehörde.

## Ensembles

### EnsembleGut Bannacker

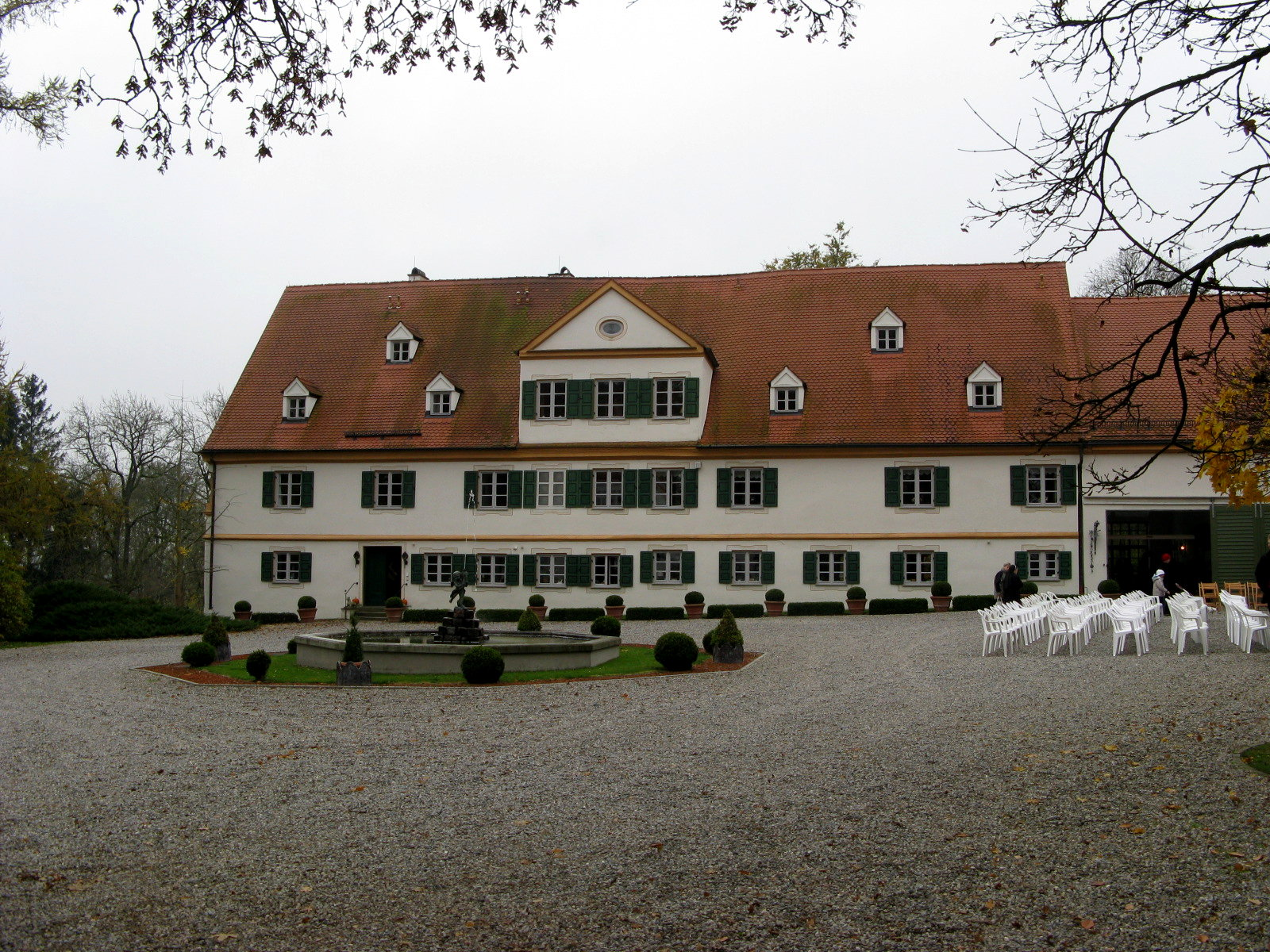
Ensemble Gut Bannacker

Der Gutshof Bannacker, eine heute noch intakte, unregelmäßige Anlage, ist im Laufe des 19. Jahrhunderts aus einem Weiler hervorgegangen. Der Ort, der seit dem 13. Jahrhundert zum Augsburger Heilig-Geist-Spital gehörte, bestand zur Zeit der Säkularisation aus fünf Höfen. Aus ihnen wuchs nach dem Übergang in Privatbesitz der Gutshof zusammen:
Um 1820/30 entstand das so genannte Alte Herrenhaus, das um die Mitte des Jahrhunderts mit seinem Wirtschaftsgebäude zur Hakenanlage verbunden wurde; um 1895 erfolgte die Verschmelzung der beiden südlichen Höfe zu einem langgestreckten Wirtschaftstrakt unter Verwendung alter Teile;
1905 schließlich errichtete man im Norden die herrschaftliche Villa mit anschließendem Park, auf welche die Wohnfunktion des so genannten Alten Herrenhauses überging. Als eigenständiger Hof blieb die ehemals burgauische Jägersölde bestehen. Einen wichtigen baulichen Akzent setzt die barocke Kapelle an der Nordwestecke.
Aktennummer: E-7-61-000-20

### EnsembleFuggerschloss Wellenburg
Das Ensemble umfasst das im Kern aus dem 16. Jahrhundert stammende, im 19. Jahrhundert neugotisch überformte Fuggerschloss mit seinem im 18. Jahrhundert angelegten Park, die am Fuße des Schlossberges liegenden Ökonomiegebäude sowie die von Göggingen heranführende Allee. Seit mehreren Jahrhunderten bilden Architektur und Landschaft hier eine durch historische Ansichten und Beschreibungen überlieferte Einheit.
Aktennummer: E-7-61-000-19

## Baudenkmäler nach Ortsteilen

### Bergheim
| Lage                        | Objekt                               | Beschreibung | Akten-Nr.                | Bild                   |
| --------------------------- | ------------------------------------ | --- | ------------------------ | ---------------------- |
| Hauptstraße 7 (Standort)    | Ehemalige Dorfschmiede               | Erdgeschossiger Satteldachbau mit Segmentbogenfenstern vom Ende des 19. Jahrhunderts | D-7-61-000-364 Wikidata  | Ehemalige Dorfschmiede |
| Hauptstraße 20 (Standort)   | Pfarrhaus                            | Zweigeschossiger Walmdachbau mit volutengerahmtem Zwerchgiebel aus dem Jahre 1773 | D-7-61-000-366 Wikidata  | weitere Bilder         |
| Hauptstraße 32 (Standort)   | Bauernhaus                           | Zweigeschossiger giebelständiger Wohnstallbau mit Satteldach aus der ersten Hälfte des 19. Jahrhunderts | D-7-61-000-367 Wikidata  | Bauernhaus             |
| Remigiusgasse (Standort)    | Katholische Pfarrkirche St. Remigius | Saalbau mit eingezogenem Chor und nördlichem Turm mit Zwiebelhaube, drei Turmuntergeschosse 13. oder 14. Jahrhundert, Obergeschosse und Chor wohl erste Hälfte 16. Jahrhundert, Umbau und Neubau des Langhauses wohl durch Valerian Brenner 1692 bis 1695, Neugestaltung des Langhauses von 1789 bis 1791, mit Ausstattung und Friedhofsmauer | D-7-61-000-363 Wikidata  | weitere Bilder         |
| Zum Hinterfeld 6 (Standort) | Bauernhaus                           | Zweigeschossiges giebelständiges Wohnstallhaus mit Satteldach aus der ersten Hälfte des 19. Jahrhunderts | D-7-61-000-1133 Wikidata | Bauernhaus             |

### Bannacker
| Lage                      | Objekt                                           | Beschreibung | Akten-Nr.                | Bild           |
| ------------------------- | ------------------------------------------------ | --- | ------------------------ | -------------- |
| Bannacker (Standort)      | Katholische Kapelle St. Leonhard                 | Walmdachbau mit eingezogenem Chor und Turm mit Spitzhelm, wohl von Joseph Dossenberger im Jahre 1748 erbaut. Der Turm stammt aus der zweiten Hälfte des 19. Jahrhunderts; mit Ausstattung; zum Gut Bannacker gehörig | D-7-61-000-128 Wikidata  | weitere Bilder |
| Bannacker 1, 3 (Standort) | Wohn- und Wirtschaftsgebäude des Gutes Bannacker | Langgestreckter Bau mit vorspringendem Wohnteil, um 1895 erbaut unter Einbeziehung älterer Bauteile wohl des 17. Jahrhunderts                                                                                        | D-7-61-000-1451 Wikidata | weitere Bilder |
| Bannacker 2 (Standort)    | Sogenanntes Altes Herrenhaus                     | Langgestreckter zweigeschossiger Satteldachbau mit profiliertem Traufgesims, Zwerchhäusern und Gauben, westlich angebauter Wirtschaftsteil, um 1820/30 erbaut, bis 1993 zum Gut Bannacker gehörig                    | D-7-61-000-129 Wikidata  | weitere Bilder |

### Radegundis
| Lage                    | Objekt                              | Beschreibung | Akten-Nr.               | Bild                  |
| ----------------------- | ----------------------------------- | --- | ----------------------- | --------------------- |
| Radegundis (Standort)   | Katholische Kapelle Sel. Radegundis | Neugotischer Satteldachbau mit Ostturmfassade und Lisenengliederung aus dem Jahre 1885, mit Ausstattung                  | D-7-61-000-820 Wikidata | weitere Bilder        |
| Radegundis 1 (Standort) | Ehemaliges Bauernhaus               | Zweigeschossiger Mitterstallbau mit Satteldach und Schweifgiebel mit Voluten aus dem ersten Drittel des 18. Jahrhunderts | D-7-61-000-821 Wikidata | Ehemaliges Bauernhaus |

### Wellenburg
| Lage                           | Objekt                                                   | Beschreibung | Akten-Nr.                | Bild                                       |
| ------------------------------ | -------------------------------------------------------- | --- | ------------------------ | ------------------------------------------ |
| Wellenburg (Standort)          | Bildstock mit Figur der Seligen Radegundis               | Sandsteinfigur von Ignaz Ingerl, in gusseisernem Gehäuse auf Pfeiler (neugotisch) aus dem Jahre 1882 | D-7-61-000-1103 Wikidata | Bildstock mit Figur der Seligen Radegundis |
| Wellenburg 6 (Standort)        | Ökonomiegebäude                                          | Zweigeschossiger Satteldachbau aus dem 17. oder 18. Jahrhundert | D-7-61-000-1132 Wikidata | Ökonomiegebäude                            |
| Wellenburg 7 (Standort)        | Fugger-Babenhausensches Schloss                          | Haupttrakt, dreigeschossiger Satteldachbau mit Bergfried, Georgskapelle und oktogonalem Treppenturm, im Kern um 1510 unter Matthäus Lang errichtet, Erneuerungen 1556–1561, 1737 unter den Fürsten und Grafen Fugger, die seit 1595 im Besitz des Schlosses sind, und 1840–1860 neugotische Umgestaltung unter Leopold Fürst Fugger Osttrakt (so genannter) Hagenflügel, dreigeschossiger Satteldachbau mit Treppenturm, südlichen Zwillingstürmen und Altane mit hofseitigen Rundbogenarkaden, 1857/58, Turm im Kern älter Wohn- und Verwaltungstrakt (so genanntes Grafenhaus): Zweigeschossiger Satteldachbau unter Verwendung der äußeren Tordurchfahrt von Elias Holl von 1596/97, um 1740 errichtet, mit Ausstattung Denkmal des Fürsten Leopold Fugger-Babenhausen, Bronze, 1888 Schmiedeeisernes Gartentor, Südseite des Hofes, um 1750 Steinbalustrade mit klassizistischen Sandsteinlöwen im Ostteil des Hofes Marmorsäule, um 1515, aus dem Augsburger Fuggerhaus, am Westrand des Hofes Don-Quichotte-Brunnen, um 1860 Brunnensäule aus dem 16. Jahrhundert, im Hof Schlossgarten, 18. Jahrhundert, mit hoher Freitreppe und Umfassungsmauer nach Norden; Neugotischer Pavillon vgl. Ensemble Wellenburg | D-7-61-000-1130 Wikidata | weitere Bilder                             |
| Wellenburger Straße (Standort) | Allee zwischen Wellenburg und Göggingen mit Lindenbäumen | Im Auftrag von Georg Fürst Fugger-Babenhausen um 1910 gepflanzt | D-7-61-000-1104 Wikidata | weitere Bilder                             |